# Tinoporus
Tinoporus es un género de foraminífero bentónico considerado un sinónimo posterior de Calcarina de la familia Calcarinidae, de la superfamilia Rotalioidea, del suborden Rotaliina y del orden Rotaliida. Su especie tipo era Tinoporus baculatus. Su rango cronoestratigráfico abarcaba el Holoceno.

## Clasificación
Tinoporus incluía a las siguientes especies:
- Tinoporus baculatus, aceptado como Calcarina baculatus
  - Tinoporus baculatus var. florescens
- Tinoporus florescianus, aceptado como Baculogypsina floresiana
- Tinoporus lucidus
- Tinoporus sphaericus
- Tinoporus vesicularis, aceptado como Gypsina vesicularis